# Tour du Rwanda 2019
La 22e édition du Tour du Rwanda a lieu du 24 février au 3 mars 2019 au Rwanda. L'épreuve commence et se termine à Kigali. Le parcours comprend huit étapes sur une distance totale de 959,1 kilomètres.
La course fait partie du calendrier UCI Africa Tour 2019 en catégorie 2.1.

## Présentation

### Parcours
Le Tour du Rwanda compte huit étapes pour un parcours total de 959,1 kilomètres.

### Équipes
17 équipes participent à la course - 1 WorldTeams, 4 équipes continentales professionnelles, 6 équipes continentales et 6 équipes nationales :
| WorldTeam- Astana Équipes continentales professionnelles (4)- Direct Énergie - Delko-Marseille Provence - Team Novo Nordisk - Israel Cycling Academy Équipes continentales (6)- Benediction–Excel Energy - ProTouch - Nice Ethiopia Cycling Team - BAI-Sicasal-Petro de Luanda - Interpro Cycling Academy - Dimension Data for Qhubeka Équipes nationales (6)- Rwanda - France - Algérie - Cameroun - Érythrée - Kenya |
| |

## Étapes
| Étape     | Date    | Villes étapes       | type                      | Distance (km) | Vainqueur d'étape        | Leader du classement général |
| --------- | ------- | ------------------- | ------------------------- | ------------- | ------------------------ | ---------------------------- |
| 1re étape | 24 fév. | Kigali – Kigali     | étape vallonnée           | 112,5         | Alessandro Fedeli        | Alessandro Fedeli            |
| 2e étape  | 25 fév. | Kigali – Huye       | étape de moyenne montagne | 120,3         | Merhawi Kudus            | Merhawi Kudus                |
| 3e étape  | 26 fév. | Huye – Gisenyi      | étape de montagne         | 213,1         | Merhawi Kudus            | Merhawi Kudus                |
| 4e étape  | 27 fév. | Gisenyi – Karongi   | étape de montagne         | 103           | Edwin Ávila              | Merhawi Kudus                |
| 5e étape  | 28 fév. | Karongi – Ruhengeri | étape de montagne         | 138,7         | Biniam Girmay            | Merhawi Kudus                |
| 6e étape  | 1 mars  | Ruhengeri – Nyamata | étape de moyenne montagne | 120,5         | Przemysław Kasperkiewicz | Merhawi Kudus                |
| 7e étape  | 2 mars  | Nyamata – Kigali    | étape vallonnée           | 84,2          | Yakob Debesay            | Merhawi Kudus                |
| 8e étape  | 3 mars  | Kigali – Kigali     | étape vallonnée           | 66,8          | Rodrigo Contreras        | Merhawi Kudus                |

## Déroulement de la course

### 1reétape
| \| Classement de l'étape \| Classement de l'étape \| Classement de l'étape \| Classement de l'étape \| Classement de l'étape \| \| Coureur \| Coureur \| Pays \| Équipe \| Temps \| \| --------------------- \| ------------------------ \| --------------------- \| ------------------------ \| --------------------- \| \| 1er \| Alessandro Fedeli \| Italie \| Delko Marseille Provence \| 2 h 41 min 32 s \| \| 2e \| Yakob Debesay \| Érythrée \| Érythrée \| + 0 s \| \| 3e \| Przemysław Kasperkiewicz \| Pologne \| Delko Marseille Provence \| + 0 s \| \| 4e \| Joseph Areruya \| Rwanda \| Delko Marseille Provence \| + 0 s \| \| 5e \| Salim Kipkemboi \| Kenya \| Kenya \| + 0 s \| \| 6e \| Simon Guglielmi \| France \| France \| + 0 s \| \| 7e \| Sirak Tesfom \| Érythrée \| Érythrée \| + 0 s \| \| 8e \| Bryan Nauleau \| France \| Direct Énergie \| + 0 s \| \| 9e \| Patrick Byukusenge \| Rwanda \| Benediction–Excel Energy \| + 0 s \| \| 10e \| Nikita Stalnow \| Kazakhstan \| Astana \| + 0 s \| |                          |            |                          |                 |
| |                          |            |                          |                 |
| Source : ProCyclingStats |                          |            |                          |                 |
| Classement de l'étape |                          |            |                          |                 |
| Coureur | Coureur                  | Pays       | Équipe                   | Temps           |
| 1er | Alessandro Fedeli        | Italie     | Delko Marseille Provence | 2 h 41 min 32 s |
| 2e | Yakob Debesay            | Érythrée   | Érythrée                 | + 0 s           |
| 3e | Przemysław Kasperkiewicz | Pologne    | Delko Marseille Provence | + 0 s           |
| 4e | Joseph Areruya           | Rwanda     | Delko Marseille Provence | + 0 s           |
| 5e | Salim Kipkemboi          | Kenya      | Kenya                    | + 0 s           |
| 6e | Simon Guglielmi          | France     | France                   | + 0 s           |
| 7e | Sirak Tesfom             | Érythrée   | Érythrée                 | + 0 s           |
| 8e | Bryan Nauleau            | France     | Direct Énergie           | + 0 s           |
| 9e | Patrick Byukusenge       | Rwanda     | Benediction–Excel Energy | + 0 s           |
| 10e | Nikita Stalnow           | Kazakhstan | Astana                   | + 0 s           |

| \| Classement général \| Classement général \| Classement général \| Classement général \| Classement général \| \| Coureur \| Coureur \| Pays \| Équipe \| Temps \| \| ------------------ \| ------------------------ \| ------------------ \| ------------------------ \| ------------------ \| \| 1er \| Alessandro Fedeli \| Italie \| Delko Marseille Provence \| 2 h 41 min 32 s \| \| 2e \| Yakob Debesay \| Érythrée \| Érythrée \| + 0 s \| \| 3e \| Przemysław Kasperkiewicz \| Pologne \| Delko Marseille Provence \| + 0 s \| \| 4e \| Joseph Areruya \| Rwanda \| Delko Marseille Provence \| + 0 s \| \| 5e \| Salim Kipkemboi \| Kenya \| Kenya \| + 0 s \| \| 6e \| Simon Guglielmi \| France \| France \| + 0 s \| \| 7e \| Sirak Tesfom \| Érythrée \| Érythrée \| + 0 s \| \| 8e \| Bryan Nauleau \| France \| Direct Énergie \| + 0 s \| \| 9e \| Patrick Byukusenge \| Rwanda \| Benediction–Excel Energy \| + 0 s \| \| 10e \| Nikita Stalnow \| Kazakhstan \| Astana \| + 0 s \| |                          |            |                          |                 |
| |                          |            |                          |                 |
| Source : ProCyclingStats |                          |            |                          |                 |
| Classement général |                          |            |                          |                 |
| Coureur | Coureur                  | Pays       | Équipe                   | Temps           |
| 1er | Alessandro Fedeli        | Italie     | Delko Marseille Provence | 2 h 41 min 32 s |
| 2e | Yakob Debesay            | Érythrée   | Érythrée                 | + 0 s           |
| 3e | Przemysław Kasperkiewicz | Pologne    | Delko Marseille Provence | + 0 s           |
| 4e | Joseph Areruya           | Rwanda     | Delko Marseille Provence | + 0 s           |
| 5e | Salim Kipkemboi          | Kenya      | Kenya                    | + 0 s           |
| 6e | Simon Guglielmi          | France     | France                   | + 0 s           |
| 7e | Sirak Tesfom             | Érythrée   | Érythrée                 | + 0 s           |
| 8e | Bryan Nauleau            | France     | Direct Énergie           | + 0 s           |
| 9e | Patrick Byukusenge       | Rwanda     | Benediction–Excel Energy | + 0 s           |
| 10e | Nikita Stalnow           | Kazakhstan | Astana                   | + 0 s           |

### 2eétape
| \| Classement de l'étape \| Classement de l'étape \| Classement de l'étape \| Classement de l'étape \| Classement de l'étape \| \| Coureur \| Coureur \| Pays \| Équipe \| Temps \| \| --------------------- \| ------------------------ \| --------------------- \| -------------------------- \| --------------------- \| \| 1er \| Merhawi Kudus \| Érythrée \| Astana \| 3 h 02 min 17 s \| \| 2e \| Przemysław Kasperkiewicz \| Pologne \| Delko Marseille Provence \| + 2 s \| \| 3e \| Biniam Girmay \| Érythrée \| Érythrée \| + 2 s \| \| 4e \| Joseph Areruya \| Rwanda \| Delko Marseille Provence \| + 2 s \| \| 5e \| Rodrigo Contreras \| Colombie \| Astana \| + 2 s \| \| 6e \| Hernán Aguirre \| Colombie \| Interpro Cycling Academy \| + 2 s \| \| 7e \| Simon Guglielmi \| France \| France \| + 2 s \| \| 8e \| Mulu Hailemichael \| Éthiopie \| Dimension Data for Qhubeka \| + 2 s \| \| 9e \| Samuel Mugisha \| Rwanda \| Dimension Data for Qhubeka \| + 2 s \| \| 10e \| Yuriy Natarov \| Kazakhstan \| Astana \| + 2 s \| |                          |            |                            |                 |
| |                          |            |                            |                 |
| Source : ProCyclingStats |                          |            |                            |                 |
| Classement de l'étape |                          |            |                            |                 |
| Coureur | Coureur                  | Pays       | Équipe                     | Temps           |
| 1er | Merhawi Kudus            | Érythrée   | Astana                     | 3 h 02 min 17 s |
| 2e | Przemysław Kasperkiewicz | Pologne    | Delko Marseille Provence   | + 2 s           |
| 3e | Biniam Girmay            | Érythrée   | Érythrée                   | + 2 s           |
| 4e | Joseph Areruya           | Rwanda     | Delko Marseille Provence   | + 2 s           |
| 5e | Rodrigo Contreras        | Colombie   | Astana                     | + 2 s           |
| 6e | Hernán Aguirre           | Colombie   | Interpro Cycling Academy   | + 2 s           |
| 7e | Simon Guglielmi          | France     | France                     | + 2 s           |
| 8e | Mulu Hailemichael        | Éthiopie   | Dimension Data for Qhubeka | + 2 s           |
| 9e | Samuel Mugisha           | Rwanda     | Dimension Data for Qhubeka | + 2 s           |
| 10e | Yuriy Natarov            | Kazakhstan | Astana                     | + 2 s           |

| \| Classement général \| Classement général \| Classement général \| Classement général \| Classement général \| \| Coureur \| Coureur \| Pays \| Équipe \| Temps \| \| ------------------ \| ------------------------ \| ------------------ \| -------------------------- \| ------------------ \| \| 1er \| Merhawi Kudus \| Érythrée \| Astana \| 5 h 43 min 49 s \| \| 2e \| Przemysław Kasperkiewicz \| Pologne \| Delko Marseille Provence \| + 2 s \| \| 3e \| Joseph Areruya \| Rwanda \| Delko Marseille Provence \| + 2 s \| \| 4e \| Simon Guglielmi \| France \| France \| + 2 s \| \| 5e \| Alessandro Fedeli \| Italie \| Delko Marseille Provence \| + 2 s \| \| 6e \| Sirak Tesfom \| Érythrée \| Érythrée \| + 2 s \| \| 7e \| Yakob Debesay \| Érythrée \| Érythrée \| + 2 s \| \| 8e \| Hernán Aguirre \| Colombie \| Interpro Cycling Academy \| + 2 s \| \| 9e \| Bryan Nauleau \| France \| Direct Énergie \| + 2 s \| \| 10e \| Samuel Mugisha \| Rwanda \| Dimension Data for Qhubeka \| + 2 s \| |                          |          |                            |                 |
| |                          |          |                            |                 |
| Source : ProCyclingStats |                          |          |                            |                 |
| Classement général |                          |          |                            |                 |
| Coureur | Coureur                  | Pays     | Équipe                     | Temps           |
| 1er | Merhawi Kudus            | Érythrée | Astana                     | 5 h 43 min 49 s |
| 2e | Przemysław Kasperkiewicz | Pologne  | Delko Marseille Provence   | + 2 s           |
| 3e | Joseph Areruya           | Rwanda   | Delko Marseille Provence   | + 2 s           |
| 4e | Simon Guglielmi          | France   | France                     | + 2 s           |
| 5e | Alessandro Fedeli        | Italie   | Delko Marseille Provence   | + 2 s           |
| 6e | Sirak Tesfom             | Érythrée | Érythrée                   | + 2 s           |
| 7e | Yakob Debesay            | Érythrée | Érythrée                   | + 2 s           |
| 8e | Hernán Aguirre           | Colombie | Interpro Cycling Academy   | + 2 s           |
| 9e | Bryan Nauleau            | France   | Direct Énergie             | + 2 s           |
| 10e | Samuel Mugisha           | Rwanda   | Dimension Data for Qhubeka | + 2 s           |

### 3eétape
| \| Classement de l'étape \| Classement de l'étape \| Classement de l'étape \| Classement de l'étape \| Classement de l'étape \| \| Coureur \| Coureur \| Pays \| Équipe \| Temps \| \| --------------------- \| --------------------- \| --------------------- \| ------------------------ \| --------------------- \| \| 1er \| Merhawi Kudus \| Érythrée \| Astana \| 5 h 21 min 15 s \| \| 2e \| Rein Taaramäe \| Estonie \| Direct Énergie \| + 15 s \| \| 3e \| Matteo Badilatti \| Suisse \| Israel Cycling Academy \| + 43 s \| \| 4e \| Hernán Aguirre \| Colombie \| Interpro Cycling Academy \| + 58 s \| \| 5e \| Rodrigo Contreras \| Colombie \| Astana \| + 8 min 02 s \| \| 6e \| Henok Mulubrhan \| Érythrée \| Érythrée \| + 9 min 27 s \| \| 7e \| Nikita Stalnow \| Kazakhstan \| Astana \| + 9 min 27 s \| \| 8e \| Jérémy Bellicaud \| France \| Wanty-Gobert \| + 9 min 34 s \| \| 9e \| David Lozano \| Espagne \| Team Novo Nordisk \| + 9 min 52 s \| \| 10e \| Joseph Areruya \| Rwanda \| Delko Marseille Provence \| + 9 min 52 s \| |                   |            |                          |                 |
| |                   |            |                          |                 |
| Source : ProCyclingStats |                   |            |                          |                 |
| Classement de l'étape |                   |            |                          |                 |
| Coureur | Coureur           | Pays       | Équipe                   | Temps           |
| 1er | Merhawi Kudus     | Érythrée   | Astana                   | 5 h 21 min 15 s |
| 2e | Rein Taaramäe     | Estonie    | Direct Énergie           | + 15 s          |
| 3e | Matteo Badilatti  | Suisse     | Israel Cycling Academy   | + 43 s          |
| 4e | Hernán Aguirre    | Colombie   | Interpro Cycling Academy | + 58 s          |
| 5e | Rodrigo Contreras | Colombie   | Astana                   | + 8 min 02 s    |
| 6e | Henok Mulubrhan   | Érythrée   | Érythrée                 | + 9 min 27 s    |
| 7e | Nikita Stalnow    | Kazakhstan | Astana                   | + 9 min 27 s    |
| 8e | Jérémy Bellicaud  | France     | Wanty-Gobert             | + 9 min 34 s    |
| 9e | David Lozano      | Espagne    | Team Novo Nordisk        | + 9 min 52 s    |
| 10e | Joseph Areruya    | Rwanda     | Delko Marseille Provence | + 9 min 52 s    |

| \| Classement général \| Classement général \| Classement général \| Classement général \| Classement général \| \| Coureur \| Coureur \| Pays \| Équipe \| Temps \| \| ------------------ \| ------------------ \| ------------------ \| ------------------------ \| ------------------ \| \| 1er \| Merhawi Kudus \| Érythrée \| Astana \| 11 h 05 min 04 s \| \| 2e \| Rein Taaramäe \| Estonie \| Direct Énergie \| + 17 s \| \| 3e \| Matteo Badilatti \| Suisse \| Israel Cycling Academy \| + 45 s \| \| 4e \| Hernán Aguirre \| Colombie \| Interpro Cycling Academy \| + 1 min 00 s \| \| 5e \| Rodrigo Contreras \| Colombie \| Astana \| + 8 min 04 s \| \| 6e \| Nikita Stalnow \| Kazakhstan \| Astana \| + 9 min 29 s \| \| 7e \| Jérémy Bellicaud \| France \| Wanty-Gobert \| + 9 min 36 s \| \| 8e \| Henok Mulubrhan \| Érythrée \| Érythrée \| + 9 min 41 s \| \| 9e \| Joseph Areruya \| Rwanda \| Delko Marseille Provence \| + 9 min 54 s \| \| 10e \| Sirak Tesfom \| Érythrée \| Érythrée \| + 9 min 54 s \| |                   |            |                          |                  |
| |                   |            |                          |                  |
| Source : ProCyclingStats |                   |            |                          |                  |
| Classement général |                   |            |                          |                  |
| Coureur | Coureur           | Pays       | Équipe                   | Temps            |
| 1er | Merhawi Kudus     | Érythrée   | Astana                   | 11 h 05 min 04 s |
| 2e | Rein Taaramäe     | Estonie    | Direct Énergie           | + 17 s           |
| 3e | Matteo Badilatti  | Suisse     | Israel Cycling Academy   | + 45 s           |
| 4e | Hernán Aguirre    | Colombie   | Interpro Cycling Academy | + 1 min 00 s     |
| 5e | Rodrigo Contreras | Colombie   | Astana                   | + 8 min 04 s     |
| 6e | Nikita Stalnow    | Kazakhstan | Astana                   | + 9 min 29 s     |
| 7e | Jérémy Bellicaud  | France     | Wanty-Gobert             | + 9 min 36 s     |
| 8e | Henok Mulubrhan   | Érythrée   | Érythrée                 | + 9 min 41 s     |
| 9e | Joseph Areruya    | Rwanda     | Delko Marseille Provence | + 9 min 54 s     |
| 10e | Sirak Tesfom      | Érythrée   | Érythrée                 | + 9 min 54 s     |

### 4eétape
| \| Classement de l'étape \| Classement de l'étape \| Classement de l'étape \| Classement de l'étape \| Classement de l'étape \| \| Coureur \| Coureur \| Pays \| Équipe \| Temps \| \| --------------------- \| --------------------- \| --------------------- \| -------------------------- \| --------------------- \| \| 1er \| Edwin Ávila \| Colombie \| Israel Cycling Academy \| 2 h 37 min 32 s \| \| 2e \| Pablo Torres Muiño \| Espagne \| Interpro Cycling Academy \| + 0 s \| \| 3e \| Sirak Tesfom \| Érythrée \| Érythrée \| + 3 s \| \| 4e \| Samuel Mugisha \| Rwanda \| Dimension Data for Qhubeka \| + 3 s \| \| 5e \| David Lozano \| Espagne \| Team Novo Nordisk \| + 5 s \| \| 6e \| Adrien Guillonnet \| France \| Interpro Cycling Academy \| + 5 s \| \| 7e \| Didier Munyaneza \| Rwanda \| Benediction–Excel Energy \| + 5 s \| \| 8e \| Alessandro Fedeli \| Italie \| Delko Marseille Provence \| + 5 s \| \| 9e \| Yakob Debesay \| Érythrée \| Érythrée \| + 5 s \| \| 10e \| Yuriy Natarov \| Kazakhstan \| Astana \| + 9 s \| |                    |            |                            |                 |
| |                    |            |                            |                 |
| Source : ProCyclingStats |                    |            |                            |                 |
| Classement de l'étape |                    |            |                            |                 |
| Coureur | Coureur            | Pays       | Équipe                     | Temps           |
| 1er | Edwin Ávila        | Colombie   | Israel Cycling Academy     | 2 h 37 min 32 s |
| 2e | Pablo Torres Muiño | Espagne    | Interpro Cycling Academy   | + 0 s           |
| 3e | Sirak Tesfom       | Érythrée   | Érythrée                   | + 3 s           |
| 4e | Samuel Mugisha     | Rwanda     | Dimension Data for Qhubeka | + 3 s           |
| 5e | David Lozano       | Espagne    | Team Novo Nordisk          | + 5 s           |
| 6e | Adrien Guillonnet  | France     | Interpro Cycling Academy   | + 5 s           |
| 7e | Didier Munyaneza   | Rwanda     | Benediction–Excel Energy   | + 5 s           |
| 8e | Alessandro Fedeli  | Italie     | Delko Marseille Provence   | + 5 s           |
| 9e | Yakob Debesay      | Érythrée   | Érythrée                   | + 5 s           |
| 10e | Yuriy Natarov      | Kazakhstan | Astana                     | + 9 s           |

| \| Classement général \| Classement général \| Classement général \| Classement général \| Classement général \| \| Coureur \| Coureur \| Pays \| Équipe \| Temps \| \| ------------------ \| ------------------ \| ------------------ \| ------------------------ \| ------------------ \| \| 1er \| Merhawi Kudus \| Érythrée \| Astana \| 13 h 48 min 19 s \| \| 2e \| Rein Taaramäe \| Estonie \| Direct Énergie \| + 17 s \| \| 3e \| Matteo Badilatti \| Suisse \| Israel Cycling Academy \| + 45 s \| \| 4e \| Hernán Aguirre \| Colombie \| Interpro Cycling Academy \| + 1 min 00 s \| \| 5e \| Sirak Tesfom \| Érythrée \| Érythrée \| + 4 min 14 s \| \| 6e \| Awet Gebremedhin \| Érythrée \| Israel Cycling Academy \| + 4 min 29 s \| \| 7e \| David Lozano \| Espagne \| Team Novo Nordisk \| + 4 min 40 s \| \| 8e \| Suleiman Kangangi \| Kenya \| Kenya \| + 4 min 56 s \| \| 9e \| Yakob Debesay \| Érythrée \| Érythrée \| + 8 min 17 s \| \| 10e \| Didier Munyaneza \| Rwanda \| Benediction–Excel Energy \| + 8 min 17 s \| |                   |          |                          |                  |
| |                   |          |                          |                  |
| Source : ProCyclingStats |                   |          |                          |                  |
| Classement général |                   |          |                          |                  |
| Coureur | Coureur           | Pays     | Équipe                   | Temps            |
| 1er | Merhawi Kudus     | Érythrée | Astana                   | 13 h 48 min 19 s |
| 2e | Rein Taaramäe     | Estonie  | Direct Énergie           | + 17 s           |
| 3e | Matteo Badilatti  | Suisse   | Israel Cycling Academy   | + 45 s           |
| 4e | Hernán Aguirre    | Colombie | Interpro Cycling Academy | + 1 min 00 s     |
| 5e | Sirak Tesfom      | Érythrée | Érythrée                 | + 4 min 14 s     |
| 6e | Awet Gebremedhin  | Érythrée | Israel Cycling Academy   | + 4 min 29 s     |
| 7e | David Lozano      | Espagne  | Team Novo Nordisk        | + 4 min 40 s     |
| 8e | Suleiman Kangangi | Kenya    | Kenya                    | + 4 min 56 s     |
| 9e | Yakob Debesay     | Érythrée | Érythrée                 | + 8 min 17 s     |
| 10e | Didier Munyaneza  | Rwanda   | Benediction–Excel Energy | + 8 min 17 s     |

### 5eétape
| \| Classement de l'étape \| Classement de l'étape \| Classement de l'étape \| Classement de l'étape \| Classement de l'étape \| \| Coureur \| Coureur \| Pays \| Équipe \| Temps \| \| --------------------- \| --------------------- \| --------------------- \| ------------------------ \| --------------------- \| \| 1er \| Biniam Girmay \| Érythrée \| Érythrée \| 3 h 42 min 01 s \| \| 2e \| Joseph Areruya \| Rwanda \| Delko Marseille Provence \| + 0 s \| \| 3e \| Daniel Turek \| Tchéquie \| Israel Cycling Academy \| + 0 s \| \| 4e \| Didier Munyaneza \| Rwanda \| Benediction–Excel Energy \| + 0 s \| \| 5e \| Jérémy Bellicaud \| France \| France \| + 0 s \| \| 6e \| Moïse Mugisha \| Rwanda \| Rwanda \| + 0 s \| \| 7e \| Adrien Guillonnet \| France \| Interpro Cycling Academy \| + 0 s \| \| 8e \| Geoffrey Langat \| Kenya \| Kenya \| + 0 s \| \| 9e \| Valens Ndayisenga \| Rwanda \| Rwanda \| + 3 s \| \| 10e \| Eric Manizabayo \| Rwanda \| Benediction–Excel Energy \| + 47 s \| |                   |          |                          |                 |
| |                   |          |                          |                 |
| Source : ProCyclingStats |                   |          |                          |                 |
| Classement de l'étape |                   |          |                          |                 |
| Coureur | Coureur           | Pays     | Équipe                   | Temps           |
| 1er | Biniam Girmay     | Érythrée | Érythrée                 | 3 h 42 min 01 s |
| 2e | Joseph Areruya    | Rwanda   | Delko Marseille Provence | + 0 s           |
| 3e | Daniel Turek      | Tchéquie | Israel Cycling Academy   | + 0 s           |
| 4e | Didier Munyaneza  | Rwanda   | Benediction–Excel Energy | + 0 s           |
| 5e | Jérémy Bellicaud  | France   | France                   | + 0 s           |
| 6e | Moïse Mugisha     | Rwanda   | Rwanda                   | + 0 s           |
| 7e | Adrien Guillonnet | France   | Interpro Cycling Academy | + 0 s           |
| 8e | Geoffrey Langat   | Kenya    | Kenya                    | + 0 s           |
| 9e | Valens Ndayisenga | Rwanda   | Rwanda                   | + 3 s           |
| 10e | Eric Manizabayo   | Rwanda   | Benediction–Excel Energy | + 47 s          |

| \| Classement général \| Classement général \| Classement général \| Classement général \| Classement général \| \| Coureur \| Coureur \| Pays \| Équipe \| Temps \| \| ------------------ \| ------------------ \| ------------------ \| ------------------------ \| ------------------ \| \| 1er \| Merhawi Kudus \| Érythrée \| Astana \| 17 h 33 min 37 s \| \| 2e \| Rein Taaramäe \| Estonie \| Direct Énergie \| + 17 s \| \| 3e \| Matteo Badilatti \| Suisse \| Israel Cycling Academy \| + 45 s \| \| 4e \| Hernán Aguirre \| Colombie \| Interpro Cycling Academy \| + 1 min 00 s \| \| 5e \| Sirak Tesfom \| Érythrée \| Érythrée \| + 4 min 14 s \| \| 6e \| David Lozano \| Espagne \| Team Novo Nordisk \| + 4 min 40 s \| \| 7e \| Suleiman Kangangi \| Kenya \| Kenya \| + 4 min 56 s \| \| 8e \| Didier Munyaneza \| Rwanda \| Benediction–Excel Energy \| + 5 min 00 s \| \| 9e \| Jérémy Bellicaud \| France \| Wanty-Gobert \| + 6 min 19 s \| \| 10e \| Joseph Areruya \| Rwanda \| Delko Marseille Provence \| + 6 min 37 s \| |                   |          |                          |                  |
| |                   |          |                          |                  |
| Source : ProCyclingStats |                   |          |                          |                  |
| Classement général |                   |          |                          |                  |
| Coureur | Coureur           | Pays     | Équipe                   | Temps            |
| 1er | Merhawi Kudus     | Érythrée | Astana                   | 17 h 33 min 37 s |
| 2e | Rein Taaramäe     | Estonie  | Direct Énergie           | + 17 s           |
| 3e | Matteo Badilatti  | Suisse   | Israel Cycling Academy   | + 45 s           |
| 4e | Hernán Aguirre    | Colombie | Interpro Cycling Academy | + 1 min 00 s     |
| 5e | Sirak Tesfom      | Érythrée | Érythrée                 | + 4 min 14 s     |
| 6e | David Lozano      | Espagne  | Team Novo Nordisk        | + 4 min 40 s     |
| 7e | Suleiman Kangangi | Kenya    | Kenya                    | + 4 min 56 s     |
| 8e | Didier Munyaneza  | Rwanda   | Benediction–Excel Energy | + 5 min 00 s     |
| 9e | Jérémy Bellicaud  | France   | Wanty-Gobert             | + 6 min 19 s     |
| 10e | Joseph Areruya    | Rwanda   | Delko Marseille Provence | + 6 min 37 s     |

### 6eétape
| \| Classement de l'étape \| Classement de l'étape \| Classement de l'étape \| Classement de l'étape \| Classement de l'étape \| \| Coureur \| Coureur \| Pays \| Équipe \| Temps \| \| --------------------- \| ------------------------ \| --------------------- \| --------------------------- \| --------------------- \| \| 1er \| Przemysław Kasperkiewicz \| Pologne \| Delko Marseille Provence \| 2 h 49 min 57 s \| \| 2e \| Pablo Torres Muiño \| Espagne \| Interpro Cycling Academy \| + 3 s \| \| 3e \| Youcef Reguigui \| Algérie \| Algérie \| + 4 s \| \| 4e \| Henok Mulubrhan \| Érythrée \| Érythrée \| + 4 s \| \| 5e \| Julien Trarieux \| France \| Delko Marseille Provence \| + 4 s \| \| 6e \| Joonas Henttala \| Finlande \| Team Novo Nordisk \| + 4 s \| \| 7e \| Samuel Mugisha \| Rwanda \| Dimension Data for Qhubeka \| + 4 s \| \| 8e \| Valens Ndayisenga \| Rwanda \| Rwanda \| + 4 s \| \| 9e \| Yakob Debesay \| Érythrée \| Érythrée \| + 4 s \| \| 10e \| Bruno Araújo \| Angola \| BAI-Sicasal-Petro de Luanda \| + 1 min 19 s \| |                          |          |                             |                 |
| |                          |          |                             |                 |
| Source : ProCyclingStats |                          |          |                             |                 |
| Classement de l'étape |                          |          |                             |                 |
| Coureur | Coureur                  | Pays     | Équipe                      | Temps           |
| 1er | Przemysław Kasperkiewicz | Pologne  | Delko Marseille Provence    | 2 h 49 min 57 s |
| 2e | Pablo Torres Muiño       | Espagne  | Interpro Cycling Academy    | + 3 s           |
| 3e | Youcef Reguigui          | Algérie  | Algérie                     | + 4 s           |
| 4e | Henok Mulubrhan          | Érythrée | Érythrée                    | + 4 s           |
| 5e | Julien Trarieux          | France   | Delko Marseille Provence    | + 4 s           |
| 6e | Joonas Henttala          | Finlande | Team Novo Nordisk           | + 4 s           |
| 7e | Samuel Mugisha           | Rwanda   | Dimension Data for Qhubeka  | + 4 s           |
| 8e | Valens Ndayisenga        | Rwanda   | Rwanda                      | + 4 s           |
| 9e | Yakob Debesay            | Érythrée | Érythrée                    | + 4 s           |
| 10e | Bruno Araújo             | Angola   | BAI-Sicasal-Petro de Luanda | + 1 min 19 s    |

| \| Classement général \| Classement général \| Classement général \| Classement général \| Classement général \| \| Coureur \| Coureur \| Pays \| Équipe \| Temps \| \| ------------------ \| ------------------ \| ------------------ \| ------------------------ \| ------------------ \| \| 1er \| Merhawi Kudus \| Érythrée \| Astana \| 20 h 24 min 53 s \| \| 2e \| Rein Taaramäe \| Estonie \| Direct Énergie \| + 17 s \| \| 3e \| Matteo Badilatti \| Suisse \| Israel Cycling Academy \| + 45 s \| \| 4e \| Hernán Aguirre \| Colombie \| Interpro Cycling Academy \| + 1 min 00 s \| \| 5e \| Sirak Tesfom \| Érythrée \| Érythrée \| + 4 min 14 s \| \| 6e \| David Lozano \| Espagne \| Team Novo Nordisk \| + 4 min 40 s \| \| 7e \| Suleiman Kangangi \| Kenya \| Kenya \| + 4 min 56 s \| \| 8e \| Didier Munyaneza \| Rwanda \| Benediction–Excel Energy \| + 5 min 00 s \| \| 9e \| Valens Ndayisenga \| Rwanda \| Rwanda \| + 5 min 35 s \| \| 10e \| Jérémy Bellicaud \| France \| Wanty-Gobert \| + 6 min 19 s \| |                   |          |                          |                  |
| |                   |          |                          |                  |
| Source : ProCyclingStats |                   |          |                          |                  |
| Classement général |                   |          |                          |                  |
| Coureur | Coureur           | Pays     | Équipe                   | Temps            |
| 1er | Merhawi Kudus     | Érythrée | Astana                   | 20 h 24 min 53 s |
| 2e | Rein Taaramäe     | Estonie  | Direct Énergie           | + 17 s           |
| 3e | Matteo Badilatti  | Suisse   | Israel Cycling Academy   | + 45 s           |
| 4e | Hernán Aguirre    | Colombie | Interpro Cycling Academy | + 1 min 00 s     |
| 5e | Sirak Tesfom      | Érythrée | Érythrée                 | + 4 min 14 s     |
| 6e | David Lozano      | Espagne  | Team Novo Nordisk        | + 4 min 40 s     |
| 7e | Suleiman Kangangi | Kenya    | Kenya                    | + 4 min 56 s     |
| 8e | Didier Munyaneza  | Rwanda   | Benediction–Excel Energy | + 5 min 00 s     |
| 9e | Valens Ndayisenga | Rwanda   | Rwanda                   | + 5 min 35 s     |
| 10e | Jérémy Bellicaud  | France   | Wanty-Gobert             | + 6 min 19 s     |

### 7eétape
| \| Classement de l'étape \| Classement de l'étape \| Classement de l'étape \| Classement de l'étape \| Classement de l'étape \| \| Coureur \| Coureur \| Pays \| Équipe \| Temps \| \| --------------------- \| --------------------- \| --------------------- \| -------------------------- \| --------------------- \| \| 1er \| Yakob Debesay \| Érythrée \| Érythrée \| 2 h 12 min 35 s \| \| 2e \| Alessandro Fedeli \| Italie \| Delko Marseille Provence \| + 21 s \| \| 3e \| Adrien Guillonnet \| France \| Interpro Cycling Academy \| + 21 s \| \| 4e \| Sirak Tesfom \| Érythrée \| Érythrée \| + 21 s \| \| 5e \| Hernán Aguirre \| Colombie \| Interpro Cycling Academy \| + 24 s \| \| 6e \| Mulu Hailemichael \| Éthiopie \| Dimension Data for Qhubeka \| + 26 s \| \| 7e \| Matteo Badilatti \| Suisse \| Israel Cycling Academy \| + 26 s \| \| 8e \| David Lozano \| Espagne \| Team Novo Nordisk \| + 26 s \| \| 9e \| Moïse Mugisha \| Rwanda \| Rwanda \| + 38 s \| \| 10e \| Aurélien Doleatto \| France \| AG2R La Mondiale \| + 43 s \| |                   |          |                            |                 |
| |                   |          |                            |                 |
| Source : ProCyclingStats |                   |          |                            |                 |
| Classement de l'étape |                   |          |                            |                 |
| Coureur | Coureur           | Pays     | Équipe                     | Temps           |
| 1er | Yakob Debesay     | Érythrée | Érythrée                   | 2 h 12 min 35 s |
| 2e | Alessandro Fedeli | Italie   | Delko Marseille Provence   | + 21 s          |
| 3e | Adrien Guillonnet | France   | Interpro Cycling Academy   | + 21 s          |
| 4e | Sirak Tesfom      | Érythrée | Érythrée                   | + 21 s          |
| 5e | Hernán Aguirre    | Colombie | Interpro Cycling Academy   | + 24 s          |
| 6e | Mulu Hailemichael | Éthiopie | Dimension Data for Qhubeka | + 26 s          |
| 7e | Matteo Badilatti  | Suisse   | Israel Cycling Academy     | + 26 s          |
| 8e | David Lozano      | Espagne  | Team Novo Nordisk          | + 26 s          |
| 9e | Moïse Mugisha     | Rwanda   | Rwanda                     | + 38 s          |
| 10e | Aurélien Doleatto | France   | AG2R La Mondiale           | + 43 s          |

| \| Classement général \| Classement général \| Classement général \| Classement général \| Classement général \| \| Coureur \| Coureur \| Pays \| Équipe \| Temps \| \| ------------------ \| ------------------ \| ------------------ \| ------------------------ \| ------------------ \| \| 1er \| Merhawi Kudus \| Érythrée \| Astana \| 22 h 38 min 21 s \| \| 2e \| Rein Taaramäe \| Estonie \| Direct Énergie \| + 7 s \| \| 3e \| Matteo Badilatti \| Suisse \| Israel Cycling Academy \| + 18 s \| \| 4e \| Hernán Aguirre \| Colombie \| Interpro Cycling Academy \| + 31 s \| \| 5e \| Sirak Tesfom \| Érythrée \| Érythrée \| + 3 min 42 s \| \| 6e \| David Lozano \| Espagne \| Team Novo Nordisk \| + 4 min 13 s \| \| 7e \| Yakob Debesay \| Érythrée \| Érythrée \| + 5 min 50 s \| \| 8e \| Suleiman Kangangi \| Kenya \| Kenya \| + 6 min 41 s \| \| 9e \| Didier Munyaneza \| Rwanda \| Benediction–Excel Energy \| + 6 min 47 s \| \| 10e \| Joseph Areruya \| Rwanda \| Delko Marseille Provence \| + 6 min 53 s \| |                   |          |                          |                  |
| |                   |          |                          |                  |
| Source : ProCyclingStats |                   |          |                          |                  |
| Classement général |                   |          |                          |                  |
| Coureur | Coureur           | Pays     | Équipe                   | Temps            |
| 1er | Merhawi Kudus     | Érythrée | Astana                   | 22 h 38 min 21 s |
| 2e | Rein Taaramäe     | Estonie  | Direct Énergie           | + 7 s            |
| 3e | Matteo Badilatti  | Suisse   | Israel Cycling Academy   | + 18 s           |
| 4e | Hernán Aguirre    | Colombie | Interpro Cycling Academy | + 31 s           |
| 5e | Sirak Tesfom      | Érythrée | Érythrée                 | + 3 min 42 s     |
| 6e | David Lozano      | Espagne  | Team Novo Nordisk        | + 4 min 13 s     |
| 7e | Yakob Debesay     | Érythrée | Érythrée                 | + 5 min 50 s     |
| 8e | Suleiman Kangangi | Kenya    | Kenya                    | + 6 min 41 s     |
| 9e | Didier Munyaneza  | Rwanda   | Benediction–Excel Energy | + 6 min 47 s     |
| 10e | Joseph Areruya    | Rwanda   | Delko Marseille Provence | + 6 min 53 s     |

### 8eétape
| \| Classement de l'étape \| Classement de l'étape \| Classement de l'étape \| Classement de l'étape \| Classement de l'étape \| \| Coureur \| Coureur \| Pays \| Équipe \| Temps \| \| --------------------- \| --------------------- \| --------------------- \| -------------------------- \| --------------------- \| \| 1er \| Rodrigo Contreras \| Colombie \| Astana \| 1 h 33 min 10 s \| \| 2e \| Merhawi Kudus \| Érythrée \| Astana \| + 1 min 06 s \| \| 3e \| Alessandro Fedeli \| Italie \| Delko Marseille Provence \| + 1 min 06 s \| \| 4e \| Hernán Aguirre \| Colombie \| Interpro Cycling Academy \| + 1 min 06 s \| \| 5e \| Mulu Hailemichael \| Éthiopie \| Dimension Data for Qhubeka \| + 1 min 06 s \| \| 6e \| Adrien Guillonnet \| France \| Interpro Cycling Academy \| + 1 min 06 s \| \| 7e \| Matteo Badilatti \| Suisse \| Israel Cycling Academy \| + 1 min 06 s \| \| 8e \| Rein Taaramäe \| Estonie \| Direct Énergie \| + 1 min 09 s \| \| 9e \| Jérémy Bellicaud \| France \| Wanty-Gobert \| + 1 min 09 s \| \| 10e \| Valens Ndayisenga \| Rwanda \| Rwanda \| + 1 min 12 s \| |                   |          |                            |                 |
| |                   |          |                            |                 |
| Source : ProCyclingStats |                   |          |                            |                 |
| Classement de l'étape |                   |          |                            |                 |
| Coureur | Coureur           | Pays     | Équipe                     | Temps           |
| 1er | Rodrigo Contreras | Colombie | Astana                     | 1 h 33 min 10 s |
| 2e | Merhawi Kudus     | Érythrée | Astana                     | + 1 min 06 s    |
| 3e | Alessandro Fedeli | Italie   | Delko Marseille Provence   | + 1 min 06 s    |
| 4e | Hernán Aguirre    | Colombie | Interpro Cycling Academy   | + 1 min 06 s    |
| 5e | Mulu Hailemichael | Éthiopie | Dimension Data for Qhubeka | + 1 min 06 s    |
| 6e | Adrien Guillonnet | France   | Interpro Cycling Academy   | + 1 min 06 s    |
| 7e | Matteo Badilatti  | Suisse   | Israel Cycling Academy     | + 1 min 06 s    |
| 8e | Rein Taaramäe     | Estonie  | Direct Énergie             | + 1 min 09 s    |
| 9e | Jérémy Bellicaud  | France   | Wanty-Gobert               | + 1 min 09 s    |
| 10e | Valens Ndayisenga | Rwanda   | Rwanda                     | + 1 min 12 s    |

## Classements finals

### Classement général
| \| Classement général \| Classement général \| Classement général \| Classement général \| Classement général \| \| Coureur \| Coureur \| Pays \| Équipe \| Temps \| \| ------------------ \| ------------------ \| ------------------ \| ------------------------ \| ------------------ \| \| 1er \| Merhawi Kudus \| Érythrée \| Astana \| 24 h 12 min 37 s \| \| 2e \| Rein Taaramäe \| Estonie \| Direct Énergie \| + 10 s \| \| 3e \| Matteo Badilatti \| Suisse \| Israel Cycling Academy \| + 18 s \| \| 4e \| Hernán Aguirre \| Colombie \| Interpro Cycling Academy \| + 31 s \| \| 5e \| Sirak Tesfom \| Érythrée \| Érythrée \| + 4 min 04 s \| \| 6e \| David Lozano \| Espagne \| Team Novo Nordisk \| + 4 min 50 s \| \| 7e \| Yakob Debesay \| Érythrée \| Érythrée \| + 6 min 51 s \| \| 8e \| Suleiman Kangangi \| Kenya \| Kenya \| + 7 min 05 s \| \| 9e \| Joseph Areruya \| Rwanda \| Delko Marseille Provence \| + 7 min 10 s \| \| 10e \| Rodrigo Contreras \| Colombie \| Astana \| + 7 min 11 s \| |                   |          |                          |                  |
| |                   |          |                          |                  |
| Source : ProCyclingStats |                   |          |                          |                  |
| Classement général |                   |          |                          |                  |
| Coureur | Coureur           | Pays     | Équipe                   | Temps            |
| 1er | Merhawi Kudus     | Érythrée | Astana                   | 24 h 12 min 37 s |
| 2e | Rein Taaramäe     | Estonie  | Direct Énergie           | + 10 s           |
| 3e | Matteo Badilatti  | Suisse   | Israel Cycling Academy   | + 18 s           |
| 4e | Hernán Aguirre    | Colombie | Interpro Cycling Academy | + 31 s           |
| 5e | Sirak Tesfom      | Érythrée | Érythrée                 | + 4 min 04 s     |
| 6e | David Lozano      | Espagne  | Team Novo Nordisk        | + 4 min 50 s     |
| 7e | Yakob Debesay     | Érythrée | Érythrée                 | + 6 min 51 s     |
| 8e | Suleiman Kangangi | Kenya    | Kenya                    | + 7 min 05 s     |
| 9e | Joseph Areruya    | Rwanda   | Delko Marseille Provence | + 7 min 10 s     |
| 10e | Rodrigo Contreras | Colombie | Astana                   | + 7 min 11 s     |

### Classements annexes
| Classement des sprints | Classement des sprints   | Classement des sprints | Classement des sprints      | Classement des sprints |
| Coureur                | Coureur                  | Pays                   | Équipe                      | Points                 |
| ---------------------- | ------------------------ | ---------------------- | --------------------------- | ---------------------- |
| 1er                    | Rohan du Plooy           | Afrique du Sud         | ProTouch                    | 26 pts                 |
| 2e                     | Timothy Rugg             | États-Unis             | BAI-Sicasal-Petro de Luanda | 16 pts                 |
| 3e                     | Yakob Debesay            | Érythrée               | Érythrée                    | 10 pts                 |
| 4e                     | Moïse Mugisha            | Rwanda                 | Rwanda                      | 8 pts                  |
| 5e                     | Bonaventure Uwizeyimana  | Rwanda                 | Benediction–Excel Energy    | 6 pts                  |
| 6e                     | Adrien Guillonnet        | France                 | Interpro Cycling Academy    | 5 pts                  |
| 7e                     | Joseph Areruya           | Rwanda                 | Delko Marseille Provence    | 4 pts                  |
| 8e                     | Julien Trarieux          | France                 | Delko Marseille Provence    | 4 pts                  |
| 9e                     | Perrig Quéméneur         | France                 | Direct Énergie              | 4 pts                  |
| 10e                    | Przemysław Kasperkiewicz | Pologne                | Delko Marseille Provence    | 3 pts                  |

| Classement des sprints | Classement des sprints   | Classement des sprints | Classement des sprints      | Classement des sprints |
| Coureur                | Coureur                  | Pays                   | Équipe                      | Points                 |
| ---------------------- | ------------------------ | ---------------------- | --------------------------- | ---------------------- |
| 1er                    | Rohan du Plooy           | Afrique du Sud         | ProTouch                    | 26 pts                 |
| 2e                     | Timothy Rugg             | États-Unis             | BAI-Sicasal-Petro de Luanda | 16 pts                 |
| 3e                     | Yakob Debesay            | Érythrée               | Érythrée                    | 10 pts                 |
| 4e                     | Moïse Mugisha            | Rwanda                 | Rwanda                      | 8 pts                  |
| 5e                     | Bonaventure Uwizeyimana  | Rwanda                 | Benediction–Excel Energy    | 6 pts                  |
| 6e                     | Adrien Guillonnet        | France                 | Interpro Cycling Academy    | 5 pts                  |
| 7e                     | Joseph Areruya           | Rwanda                 | Delko Marseille Provence    | 4 pts                  |
| 8e                     | Julien Trarieux          | France                 | Delko Marseille Provence    | 4 pts                  |
| 9e                     | Perrig Quéméneur         | France                 | Direct Énergie              | 4 pts                  |
| 10e                    | Przemysław Kasperkiewicz | Pologne                | Delko Marseille Provence    | 3 pts                  |

| Classement de la montagne | Classement de la montagne | Classement de la montagne | Classement de la montagne  | Classement de la montagne |
| Coureur                   | Coureur                   | Pays                      | Équipe                     | Points                    |
| ------------------------- | ------------------------- | ------------------------- | -------------------------- | ------------------------- |
| 1er                       | Yakob Debesay             | Érythrée                  | Érythrée                   | 80 pts                    |
| 2e                        | Moïse Mugisha             | Rwanda                    | Rwanda                     | 72 pts                    |
| 3e                        | Adrien Guillonnet         | France                    | Interpro Cycling Academy   | 51 pts                    |
| 4e                        | Pablo Torres Muiño        | Espagne                   | Interpro Cycling Academy   | 42 pts                    |
| 5e                        | Rodrigo Contreras         | Colombie                  | Astana                     | 41 pts                    |
| 6e                        | Mulu Hailemichael         | Éthiopie                  | Dimension Data for Qhubeka | 38 pts                    |
| 7e                        | Merhawi Kudus             | Érythrée                  | Astana                     | 26 pts                    |
| 8e                        | Samuel Mugisha            | Rwanda                    | Dimension Data for Qhubeka | 23 pts                    |
| 9e                        | Matteo Badilatti          | Suisse                    | Israel Cycling Academy     | 16 pts                    |
| 10e                       | Rein Taaramäe             | Estonie                   | Direct Énergie             | 14 pts                    |

| Classement de la montagne | Classement de la montagne | Classement de la montagne | Classement de la montagne  | Classement de la montagne |
| Coureur                   | Coureur                   | Pays                      | Équipe                     | Points                    |
| ------------------------- | ------------------------- | ------------------------- | -------------------------- | ------------------------- |
| 1er                       | Yakob Debesay             | Érythrée                  | Érythrée                   | 80 pts                    |
| 2e                        | Moïse Mugisha             | Rwanda                    | Rwanda                     | 72 pts                    |
| 3e                        | Adrien Guillonnet         | France                    | Interpro Cycling Academy   | 51 pts                    |
| 4e                        | Pablo Torres Muiño        | Espagne                   | Interpro Cycling Academy   | 42 pts                    |
| 5e                        | Rodrigo Contreras         | Colombie                  | Astana                     | 41 pts                    |
| 6e                        | Mulu Hailemichael         | Éthiopie                  | Dimension Data for Qhubeka | 38 pts                    |
| 7e                        | Merhawi Kudus             | Érythrée                  | Astana                     | 26 pts                    |
| 8e                        | Samuel Mugisha            | Rwanda                    | Dimension Data for Qhubeka | 23 pts                    |
| 9e                        | Matteo Badilatti          | Suisse                    | Israel Cycling Academy     | 16 pts                    |
| 10e                       | Rein Taaramäe             | Estonie                   | Direct Énergie             | 14 pts                    |

| Classement du meilleur jeune | Classement du meilleur jeune | Classement du meilleur jeune | Classement du meilleur jeune | Classement du meilleur jeune |
| Coureur                      | Coureur                      | Pays                         | Équipe                       | Temps                        |
| ---------------------------- | ---------------------------- | ---------------------------- | ---------------------------- | ---------------------------- |
| 1er                          | Yakob Debesay                | Érythrée                     | Érythrée                     | 24 h 19 min 28 s             |
| 2e                           | Joseph Areruya               | Rwanda                       | Delko Marseille Provence     | + 19 s                       |
| 3e                           | Jérémy Bellicaud             | France                       | Wanty-Gobert                 | + 1 min 16 s                 |
| 4e                           | Henok Mulubrhan              | Érythrée                     | Érythrée                     | + 2 min 41 s                 |
| 5e                           | Mulu Hailemichael            | Éthiopie                     | Dimension Data for Qhubeka   | + 6 min 37 s                 |
| 6e                           | Alessandro Fedeli            | Italie                       | Delko Marseille Provence     | + 7 min 44 s                 |
| 7e                           | Samuel Mugisha               | Rwanda                       | Dimension Data for Qhubeka   | + 8 min 28 s                 |
| 8e                           | Eric Manizabayo              | Rwanda                       | Benediction–Excel Energy     | + 11 min 35 s                |
| 9e                           | Didier Munyaneza             | Rwanda                       | Benediction–Excel Energy     | + 12 min 10 s                |
| 10e                          | John Kariuki                 | Kenya                        | Kenya                        | + 17 min 31 s                |

| Classement du meilleur jeune | Classement du meilleur jeune | Classement du meilleur jeune | Classement du meilleur jeune | Classement du meilleur jeune |
| Coureur                      | Coureur                      | Pays                         | Équipe                       | Temps                        |
| ---------------------------- | ---------------------------- | ---------------------------- | ---------------------------- | ---------------------------- |
| 1er                          | Yakob Debesay                | Érythrée                     | Érythrée                     | 24 h 19 min 28 s             |
| 2e                           | Joseph Areruya               | Rwanda                       | Delko Marseille Provence     | + 19 s                       |
| 3e                           | Jérémy Bellicaud             | France                       | Wanty-Gobert                 | + 1 min 16 s                 |
| 4e                           | Henok Mulubrhan              | Érythrée                     | Érythrée                     | + 2 min 41 s                 |
| 5e                           | Mulu Hailemichael            | Éthiopie                     | Dimension Data for Qhubeka   | + 6 min 37 s                 |
| 6e                           | Alessandro Fedeli            | Italie                       | Delko Marseille Provence     | + 7 min 44 s                 |
| 7e                           | Samuel Mugisha               | Rwanda                       | Dimension Data for Qhubeka   | + 8 min 28 s                 |
| 8e                           | Eric Manizabayo              | Rwanda                       | Benediction–Excel Energy     | + 11 min 35 s                |
| 9e                           | Didier Munyaneza             | Rwanda                       | Benediction–Excel Energy     | + 12 min 10 s                |
| 10e                          | John Kariuki                 | Kenya                        | Kenya                        | + 17 min 31 s                |

| Classement par équipes | Classement par équipes     | Classement par équipes | Classement par équipes |
| Équipe                 | Équipe                     | Pays                   | Temps                  |
| ---------------------- | -------------------------- | ---------------------- | ---------------------- |
| 1re                    | Érythrée                   | Érythrée               | 72 h 49 min 16 s       |
| 2e                     | Interpro Cycling Academy   | Japon                  | + 2 min 53 s           |
| 3e                     | Astana                     | Kazakhstan             | + 6 min 33 s           |
| 4e                     | Israel Cycling Academy     | Israël                 | + 10 min 23 s          |
| 5e                     | Delko-Marseille Provence   | France                 | + 43 min 02 s          |
| 6e                     | Benediction–Excel Energy   | Rwanda                 | + 46 min 23 s          |
| 7e                     | Kenya                      | Kenya                  | + 51 min 16 s          |
| 8e                     | France                     | France                 | + 1 h 02 min 06 s      |
| 9e                     | Direct Énergie             | France                 | + 1 h 09 min 21 s      |
| 10e                    | Dimension Data for Qhubeka | Afrique du Sud         | + 1 h 20 min 08 s      |

| Classement par équipes | Classement par équipes     | Classement par équipes | Classement par équipes |
| Équipe                 | Équipe                     | Pays                   | Temps                  |
| ---------------------- | -------------------------- | ---------------------- | ---------------------- |
| 1re                    | Érythrée                   | Érythrée               | 72 h 49 min 16 s       |
| 2e                     | Interpro Cycling Academy   | Japon                  | + 2 min 53 s           |
| 3e                     | Astana                     | Kazakhstan             | + 6 min 33 s           |
| 4e                     | Israel Cycling Academy     | Israël                 | + 10 min 23 s          |
| 5e                     | Delko-Marseille Provence   | France                 | + 43 min 02 s          |
| 6e                     | Benediction–Excel Energy   | Rwanda                 | + 46 min 23 s          |
| 7e                     | Kenya                      | Kenya                  | + 51 min 16 s          |
| 8e                     | France                     | France                 | + 1 h 02 min 06 s      |
| 9e                     | Direct Énergie             | France                 | + 1 h 09 min 21 s      |
| 10e                    | Dimension Data for Qhubeka | Afrique du Sud         | + 1 h 20 min 08 s      |

## Classements UCI
La course attribue le même nombre de points pour l'UCI Africa Tour 2019 et le Classement mondial UCI (pour tous les coureurs), avec le barème suivant :
| Position           | 1er | 2e | 3e | 4e | 5e | 6e | 7e | 8e | 9e | 10e | 11e | 12e | 13e à 15e | 16e à 25e |
| Classement général | 125 | 85 | 70 | 60 | 50 | 40 | 35 | 30 | 25 | 20  | 15  | 10  | 5         | 3         |
| Par étapes         | 14  | 5  | 3  |    |    |    |    |    |    |     |     |     |           |           |
| Leader             | 3   |    |    |    |    |    |    |    |    |     |     |     |           |           |

| Classement | Classement | Classement | Classement | Classement | Classement | Classement |
| Pos        | Coureur    | Équipe     | Général    | Étape      | Leader     | Total      |
| ---------- | ---------- | ---------- | ---------- | ---------- | ---------- | ---------- |

## Évolution des classements
| Étape              | Vainqueur                | Classement général | Classement des sprints  | Classement de la montagne | Classement des jeunes | Classement par équipes   |
| ------------------ | ------------------------ | ------------------ | ----------------------- | ------------------------- | --------------------- | ------------------------ |
| 1                  | Alessandro Fedeli        | Alessandro Fedeli  | Bonaventure Uwizeyimana | Rohan du Plooy            | Alessandro Fedeli     | Delko Marseille Provence |
| 2                  | Merhawi Kudus            | Merhawi Kudus      | Timothy Rugg            | Pablo Torres              | Joseph Areruya        | Astana                   |
| 3                  | Merhawi Kudus            | Merhawi Kudus      | Merhawi Kudus           | Rohan du Plooy            | Jérémy Bellicaud      | Astana                   |
| 4                  | Edwin Ávila              | Merhawi Kudus      | Rohan du Plooy          | Pablo Torres              | Yakob Debesay         | Astana                   |
| 5                  | Biniam Ghirmay           | Merhawi Kudus      | Rohan du Plooy          | Moïse Mugisha             | Didier Munyaneza      | Astana                   |
| 6                  | Przemysław Kasperkiewicz | Merhawi Kudus      | Rohan du Plooy          | Moïse Mugisha             | Didier Munyaneza      | Érythrée                 |
| 7                  | Yakob Debesay            | Merhawi Kudus      | Rohan du Plooy          | Moïse Mugisha             | Yakob Debesay         | Érythrée                 |
| 8                  | Rodriguo Contreras       | Merhawi Kudus      | Rohan du Plooy          | Yakob Debesay             | Yakob Debesay         | Érythrée                 |
| Classements finals | Classements finals       | Merhawi Kudus      | Rohan du Plooy          | Yakob Debesay             | Yakob Debesay         | Érythrée                 |